# Усия
Усия — река в России, протекает по Ельнинскому району Смоленской области. Левый приток Угры.

## География
Река Усия берёт начало у деревни Лопатино. Течёт на юг, затем поворачивает на восток. Устье реки находится в 363 км от устья Угры. Длина реки составляет 38 км, площадь водосборного бассейна — 183 км². Вдоль течения реки расположены деревня Савостьяново Коробецкого сельского поселения, деревни Фёдорово, Ивано-Гудино, Жидкое, Дядищево, Богородицкое, Гаристово, Новый Посёлок, Лопатино Бобровичского сельского поселения.

### Притоки
(указано расстояние от устья)
- 1,3 км: река Жабика (пр)
- 7,3 км: река Белевка (лв)

## Данные водного реестра
По данным государственного водного реестра России относится к Окскому бассейновому округу, водохозяйственный участок реки — Угра от истока и до устья, речной подбассейн реки — бассейны притоков Оки до впадения Мокши. Речной бассейн реки — Ока.
Код объекта в государственном водном реестре — 09010100412110000020569.